# Буча (град)
Вижте пояснителната страница за други значения на Буча.
Бу̀ча (на украински: Буча) е населено място в Киевска област, Украйна, със статут на град от 9 февруари 2006 година.

## Население
До 19 век градът има 451 жители.
Към 2010 г. Буча има 35 000 жители.
Към 2015 г. Буча има 31 100 жители.

## Икономика
През 1998 г. бюджетът на Буча е 648 хил. украински гривни. През първото десетилетие на XXI в. нараства над 100 пъти и за 2010 г. възлиза на 74,2 млн. гривни. Бюджетът на градската териториална общност за 2022 г. е в размер на 866,7 млн. гривни, или около 26,8 млн. евро (към април 2022 г.), в т.ч. приходи от общия фонд на местния бюджет - 691 млн. гривни, и приходи от специалния фонд на местния бюджет - 175,7 млн. гривни. Увеличението на показателите на приходната част е от порядъка на 33,6% спрямо предходната година. Предвидена е реализацията на инвестиционни проекти, в т.ч. изграждане и реконструкция на детски заведения и училищни сгради, както и изграждане на стадион с писта за биатлон. Този бюджет обаче е приет в края на 2021 г. - два месеца преди нападението на Русия над Украйна, което има унищожителни последици за Буча и целия район.

## История
Селището се заражда през 1898 г. като спирка на железопътната линия Киев - Ковел. През Втората световна война, преди Втората битка за Киев през декември 1943 г., в Буча се намира щаб-квартирата на 1-и украински фронт на Николай Ватутин.
По време на Руското нападение над Украйна през 2022 г., Буча става сцена на ожесточени боеве, докато руските войски настъпват към Киев. Градът е превзет от руснаците на 12 март. След като претърпяват множество жертви, те се изтеглят от Буча, който освободен от украинците на 31 март 2022 г.

### Бучинско клане
През пролетта на 2022 година, Буча е сцена на едно от предполагаемите военни престъпления, извършени по време на руското нападение над Украйна. След отстъплението на руските войски по улиците на града са намерени десетки трупове на цивилни, включително със завързани ръце и крака, с дупки от куршуми в тила. Открит е и поне един масов гроб, в който се предполага, че може да има най-малко 300 души. Действията, за които се смята, че са извършени от руските войски, са определени от световните лидери като „зверства“ и „клане“, „извършителите на [които] ще бъдат подведени под отговорност“.
Руските власти категорично отхвърлят обвиненията, като твърдят, че разпространената информация, снимки и видеа е провокация и инсценировка, организирана от украинската страна. Тези твърдения са опровергани от извършени от Белингкат, Би Би Си, Ню Йорк Таймс, Дойче веле и Свободна Европа проверки на действителните факти.